# Marcela Antola
Marcela Antola (Buenos Aires, Argentina; 2 de noviembre de 1964) es una comerciante y política argentina de la Unión Cívica Radical. Es Diputada de la Nación Argentina por Entre Ríos desde 2021.

## Biografía
Nacida en Buenos Aires y radicada en Entre Ríos, Antola es dueña de una zapatería en esa localidad. Miembro de la Evolución Radical de la Unión Cívica Radical, Antola fue concejal de Gualeguay entre 2015 y 2021.
Fue electa Diputada de la Nación Argentina por Entre Ríos en las Elecciones legislativas de 2021, en el segundo lugar de la lista Juntos por el Cambio.

## Historial electoral
| Año  | Candidatura                          | Partido/Coalición                         | Elección     | votos   | Porcentaje       | Resultado                |
| ---- | ------------------------------------ | ----------------------------------------- | ------------ | ------- | ---------------- | ------------------------ |
| 2021 | Diputado de la Nación por Entre Ríos | Unión Cívica Radical/Juntos por el Cambio | Legislativas | 101.717 | \| \| 48,01 % \| | Electo (2do lugar lista) |
|      | 48,01 %                              |                                           |              |         |                  |                          |